# Sonqor
Sonqor (în persană سنقر ; cunoscut și sub numele de Sanghūr și Sūnqūr, este capitala județului Sonqor, provincia Kermanshah, Iran. La recensământul din 2006, populația sa era de 43.184 de locuitori, cuprinzând 11.377 de familii.  Este situat la aproximativ 90 de kilometri de Kermanshah și este format din două văi; cea a lui Gavehrud și Shajarud.

## Situație și istorie
Mormântul Malek - din perioada Ilkhanate este situat în oraș.

## Demografie
Majoritatea oamenilor din acest oraș sunt kurzi și azerbaidieni.